# Душевић
Душевић (алб. Dush i Vogël) је насеље у општини Клина, Косово и Метохија, Република Србија.

## Становништво
| Демографија | Демографија | Демографија |
| Година      | Становника  | Становника  |
| ----------- | ----------- | ----------- |
| 1948.       | 192         |             |
| 1953.       | 225         |             |
| 1961.       | 272         |             |
| 1971.       | 325         |             |
| 1981.       | 344         |             |
| 1991.       | 237         |             |